# استیو مک‌کوئین (کارگردان)
استیو رادنی مک‌کوئین متولد: ۹ اکتبر ۱۹۶۹) کارگردان، تهیه‌کننده و نمایش‌نامه‌نویس انگلیسی است. وی بخاطر فیلم ۱۲ سال بردگی موفق به کسب جوایز مختلفی من‌جمله جایزه اسکار، گلدن گلوب و بفتا برای بهترین فیلم شد. او اولین کارگردان سیاه‌پوست در تاریخ سینماست که موفق شد جایزه اسکار بهترین فیلم را برای فیلم خودش دریافت کند. استیو مک‌کوئین همچنین بخاطر همکاری‌اش با مایکل فاسبندر در فیلم‌هایش شناخته می‌شود.

## کودکی
مک‌کوئین متولد شهر لندن است و در منطقه غرب لندن دوران کودکی‌اش را گذراند. در سال ۲۰۱۴ طی مصاحبه‌ای مک‌کوئین اظهار می‌کند که دوران مدرسه برای او بسیار سخت بوده. او را در کلاسی از دانش‌اموزان می‌نشاندند که گفته می‌شد آنها برای کارگری، لوله‌کشی و کارگری ساختمان مناسب‌تر هستند. بعد از تغییر مدیر مدرسه، مدیر جدید به وجود قوانین نژادپرستانه در این مدرسه اعتراف کرد. طبق گفته‌های مک‌کوئین، وی دچار نوعی خوانش‌پریشی بود.
مک‌کوئین در دوران مدرسه علاقه شدیدی به فوتبال داشت. وی در دوران دانشجویی در رشته هنر و طراحی در دانشکده هنر و طراحی چلسی مشغول به تحصیل شد و بعد در دانشگاه لندن شروع به تحصیل در رشته هنرهای زیبا کرد. در این دانشگاه بود که او به فیلم‌سازی علاقه‌مند شد. بعد از مدتی تحصیل دانشگاه لندن را ترک کرده و در آمریکا در دانشگاه نیویورک مشغول تحصیل می‌شود.

## فیلم‌های کوتاه
اولین فیلم کوتاه وی فیلمی به نام خرس محصول سال ۱۹۹۳ بود. این فیلم کوتاه در دانشکده سلطنتی هنر شهر لندن به نمایش درآمد. نمایش این فیلم بحث‌های فراوانی در مورد نژادپرستی و خشونت را به میان آورد اگرچه که خود مک‌کوئین گفت که بحث نزاد جزء اولویت‌های این فیلمش نبود.
فیلم پنج قسمت آسان فیلم بعدی او است که در سال ۱۹۹۵ ساخته شد و سپس فیلم کوتاه دیگر با نام بالای سرم را یک سال بعد، در سال ۱۹۹۶ منتشر کرد. اکزودوس فیلم دیگرش است که در سال ۱۹۹۷ ساخته شد و در نهایت فیم کوتاه عمق وسترن را در سال ۲۰۰۲ ساخت.
مک‌کوئین در سال ۲۰۰۶ به عنوان یک فیلم‌ساز جنگی به عراق و در ادامه همین سال، فیلم ملکه و سرزمین را منتشر می‌کند که در مورد سربازان بریتانیایی‌ای است که در جنگ عراق کشته شدند.

## فیلم‌های حرفه‌ای
اولین فیلم حرفه‌ای و اصلی وی در سال ۲۰۰۸ با نام گرسنگی عرضه شد که در جشنواره فیلم کن ۲۰۰۹ به نمایش درآمد. در این جشنواره وی برنده جایزه دوربین طلایی شد. او اولین کارگردان انگلیسی بود که این جایزه را کسب کرد. از دیگر جوایز این فیلم می‌توان به کسب جوایزی در جشنواره فیلم سیدنی و جشنواره فیلم تورنتو اشاره نمود. فیلم بزرگ بعدی وی نیز شرم نام دارد که در سال ۲۰۱۱ منتشر شد. در این فیلم مایکل فاسبندر به ایفای نقش پرداخته‌است.
فیلم بعدی مک‌کوئین تحت عنوان ۱۲ سال بردگی است. این فیلم بر اساس کتابی به همین نام، نوشته سالومون نورثاپ است. داستان کتاب روایت‌گر زندگی واقعی نویسنده است. در سال ۱۸۴۱ سالومون نورثاپ را که یک سیاه‌پوست آزاد بوده ربوده و به عنوان برده می‌فروشند. سپس وی را به لوئیزیانا برده و ۱۲ سال به عنوان برده از او کار می‌کشند. در مارس ۲۰۱۴ این فیلم موفق شد برنده جایزه اسکار بهترین فیلم را دریافت کند. مک‌کوئین اولین کارگردان سیاه‌پوستی شد که این جایزه را کسب کرد.
مک‌کوئین در حال حاضر در حال کار روی دو پروژه خود است. یکی از این پروژه‌ها برای شبکه اچ‌بی‌او بوده و دیگری مستندی درام در مورد یک سیاه‌پوست برای شبکه بی‌بی‌سی است.

## زندگی شخصی
مک‌کوئین علاوه بر سکونت در لندن، از سال ۱۹۹۷ به همراه نامزدش (که مدت طولانی ای است که با هم هستند) در شهر آمستردام سکونت دارد. این دو صاحب دو فرزند نیز هستند.

## فیلم‌شناسی

### فیلم‌های بلند
| سال  | فیلم               | به عنوان | به عنوان  | به عنوان     | به عنوان | به عنوان |
| سال  | فیلم               | کارگردان | تهیه‌کننده | فیلم‌نامه‌نویس | هنرپیشه  | نقش      |
| ---- | ------------------ | -------- | --------- | ------------ | -------- | -------- |
| ۲۰۰۸ | گرسنگی             | آری      |           | آری          |          |          |
| ۲۰۱۱ | شرم                | آری      |           | آری          |          |          |
| ۲۰۱۳ | دوازده سال یک برده | آری      |           |              |          |          |
| ۲۰۱۸ | بیوه‌ها             | آری      |           | آری          |          |          |

### فیلم‌های کوتاه
| سال  | فیلم   | به عنوان | به عنوان  | به عنوان     | به عنوان          |
| سال  | فیلم   | کارگردان | تهیه‌کننده | فیلم‌نامه‌نویس | دیگر              |
| ---- | ------ | -------- | --------- | ------------ | ----------------- |
| ۱۹۹۷ | مهاجرت | آری      |           | آری          | فیلم‌بردار تدوین‌گر |

## برای مطالعهٔ بیشتر
- Brockington, Horace. "Logical Anonymity: Lorna Simpson, Steve McQueen, Stan Douglas." International Review of African American Art 15 No. 3 (1998): 20-29.
- Demos, TJ. "The Art of Darkness: on Steve McQueen." October No. 114 (Fall 2005): 61-89
- Demos, TJ. "Giardini: A Fairytale." In Steve McQueen (British Pavilion, Venice Biennale, 2009).